# Bitwa pod Łoweczem
Bitwa pod Łoweczem – starcie zbrojne, które miało miejsce w dniach 1–3 września 1877 roku pomiędzy wojskami rosyjskimi a tureckimi w trakcie X wojny rosyjsko-tureckiej.

## Preludium
W lipcu 1877 roku, Rosjanie rozpoczęli oblężenie Plewny. Wkrótce po tym wydarzeniu Osman Nuri-Pasza, dowódca garnizonu Plewny otrzymał 15 batalionów piechoty, przybyłych z okolic Sofii. Pasza zdecydował ufortyfikować miasto Łowecz, dzięki czemu Turcy mogli uchronić ważną linię komunikacyjną pomiędzy Botewgradem a oblężoną Plewną.
Rosjanie, których dwa pierwsze szturmy na miasto okazały się niepowodzeniem, ściągnęli znaczące posiłki, dzięki czemu ich liczba w regionie oblężonego miasta wyniosła 100 tys. żołnierzy.
Dowództwo rosyjskie zdecydowało o przecięciu linii komunikacyjnych Turków, dzięki czemu mogłoby odciąć Plewnę od dostaw zaopatrzenia. Generałowi M. Skobielewowi została powierzone dowodzenie 20 tys. żołnierzy, których celem było zajęcie Łowecza.

## Bitwa
1 września 1877 roku Skobielew dotarł pod Łowecz. Obrońcy miasta dowodzeni przez Nuri-Paszę posiadali około 15 tys. żołnierzy. Wojska rosyjskie atakowały miasto przez dwa dni, aby ostatecznie wkroczyć do miasta 3 września.
W walkach zginęło lub zostało rannych 1 500 Rosjan oraz ponad 5 200 Turków. Ocalałym obrońcom Łowecza udało się przedostać do oblężonej Plewny, wzmacniając siły obrońców do ponad 30 tys. żołnierzy. Po bitwie Rosjanie sukcesywnie zdobywali kolejne linię komunikacyjne, odcinając tym samym garnizon oblężonego miasta od dostaw broni i zaopatrzenia.